# NGC 7220
NGC 7220 este o galaxie situată în constelația Vărsătorul. A fost descoperită în 1886 de către Frank Muller. Se află la o distanță de 77,62 de megaparseci de Pământ.